# 予約販売
予約販売（よやくはんばい）とは、企業がとる商品販売形態の一種。商品や製品を販売する際に、前もってその対価の全額または一部を入金させる販売形態である。
企業会計では予約販売の代金を前受金または予約販売前受金と表現する。
予約販売における「予約」は、民法上の予約とは異なる概念である（後述する）。

## 概要
車などの高額なものからゲームなどの比較的低額定額なものにいたるまで、一般に広く用いられる販売のかたちである。
商品等の発売日もしくは受け渡しが出来る日以前に販売側が予約の受付を行い、それに対して購入側が対価の全額または一部を支払って予約を行うことで、発売日や受け渡し日に販売側が引渡し（発送の形もある）を行う。
このような形式を取る予約販売は、民法における予約とは異なる。民法上の予約は予約時には売買契約が成立していないのに対し、予約販売では予約時には既に売買契約が成立・購入者側は弁済を行っているからである。
予約販売の法的性質は、購入者側が予約時に代金の全額の支払いをする場合には販売側の債務だけが後になることが約定された、弁済期の異なる売買契約ということになる。また、予約時に代金の一部の支払いがなされている場合は、予約をキャンセルした際に支払い分の返還を請求できるのであれば購入者側が一部だけ先に支払う売買契約、できないのであれば手付金が支払われた売買契約、ということになる。